# Guðmundur Benediktsson
Guðmundur Benediktsson (* 3. September 1974 in Reykjavík), auch Gummi Ben genannt, ist ein ehemaliger isländischer Fußballspieler und aktueller -trainer. Er ist als Fußballkommentator des staatlichen Fernsehsenders Ríkisútvarpið tätig.

## Leben und Karriere

### Vereinskarriere
Guðmundur Benediktsson absolvierte 1990 im Alter von 16 Jahren seinen ersten Einsatz für Þór Akureyri. Es folgte sein Debüt in der Úrvalsdeild, bevor er mit 18 Jahren nach Belgien zu Germinal Ekeren wechselte, für die er innerhalb von drei Spielzeiten in vier Ligaspielen auflief. Nach Auslaufen seines Vertrages 1994 kehrte Guðmundur zu Þór Akureyri zurück und entwickelte sich unter Cheftrainer Ásgeir Elíasson zum Leistungsträger und A-Nationalspieler. Nach einer erfolgreichen Saison ging er im Winter 1994 zu KR Reykjavík, mit dem er dreimal Vizemeister wurde (1995, 1996 und 1998) sowie zweimal den isländischen Fußballpokal (1995 und 1999) gewann. Er gewann mit KR in den Jahren 1999, 2000 und 2002 drei Meisterschaften der Pepsideild. Anschließend kehrte er Island den Rücken und ging nach Belgien zurück, wo er in der Saison 1999/2000 in 15 Spielen der Eerste klasse A für KFC Verbroedering Geel auflief. Im Sommer 2000 kehrte er zu KR zurück und absolvierte bis zum November 2004 für den Verein 53 Spiele. Im Jahr 2005 wechselte er zu Valur Reykjavík und gewann den isländischen Pokal und 2007 die Meisterschaft. 2009 kehrte er zum Ausklang seiner Karriere ein drittes Mal zu KR Reykjavík zurück und beendete nach der Saison und 20 Spielen für KR seine Karriere als Aktiver.

### Nationalmannschaftskarriere
Er gab sein A-Länderspieldebüt 1994 im Freundschaftsspiel der Isländer gegen die Vereinigten Arabischen Emirate, wobei er auch sein erstes Länderspieltor erzielte. Sein zehntes und letztes Länderspiel spielte Guðmundur im Januar 2001 gegen Chile.

### Trainerkarriere
Ein halbes Jahr nach seinem Karriereende wurde Guðmundur Benediktsson Cheftrainer von UMF Selfoss, wurde jedoch nach einer Saison entlassen. Im Spieljahr 2011 übernahm er den Co-Trainerposten an der Seite von Ólafur Kristjánsson bei Breiðablik Kópavogur, den er 2014 als Cheftrainer ablöste. Nach einem siebten Platz im Jahr 2014 wurde er als Cheftrainer von Breiðablik durch Arnar Grétarsson ersetzt und ging als Co-Trainer zu KR Reykjavík. Im Juni 2016 wurde er wegen anhaltender Erfolglosigkeit als Co-Trainer von KR Reykjavík beurlaubt.

### Fernsehkarriere
Guðmundur agiert neben seiner Karriere als Fußballtrainer als Experte und Kommentator des staatlichen Senders Ríkisútvarpið. Bei RÚV kommentiert er Fußballspiele und ist Kommentator während der Fußball-Europameisterschaft 2016. Internationale Aufmerksamkeit bekam er auf Grund seiner enthusiastischen Berichterstattung.

## Persönliches
Guðmundur ist mit der Enkelin des isländischen Fußballnationalspielers Albert Guðmundsson und ehemaligen Fußballspielerin und aktuellen -trainerin Helga Kristbjörg Ingadóttir verheiratet. Das Paar hat einen Sohn, Albert Guðmundsson, der als aktiver Fußballspieler beim PSV Eindhoven unter Vertrag steht.